# Стремц (Алба)
Стремц (рум. Stremț) — село у повіті Алба в Румунії. Адміністративний центр комуни Стремц.
Село розташоване на відстані 276 км на північний захід від Бухареста, 16 км на північ від Алба-Юлії, 61 км на південь від Клуж-Напоки.

## Населення
За даними перепису населення 2002 року у селі проживали 1484 особи.
Національний склад населення села:
| Національність | Кількість осіб | Відсоток |
| -------------- | -------------- | -------- |
| румуни         | 1464           | 98,7%    |
| угорці         | 18             | 1,2%     |

Рідною мовою назвали:
| Мова      | Кількість осіб | Відсоток |
| --------- | -------------- | -------- |
| румунська | 1466           | 98,8%    |
| угорська  | 17             | 1,1%     |